# Thomas Daly
Thomas Anthony Daly (ur. 30 kwietnia 1960 w San Francisco) – amerykański duchowny rzymskokatolicki, biskup Spokane od 2015.

## Życiorys
Święcenia kapłańskie otrzymał 9 maja 1987 i został inkardynowany do archidiecezji San Francisco. Po kilkuletnim stażu wikariuszowskim objął funkcję nauczyciela w katolickiej szkole w Kentfield, a w 2003 został wybrany jej dyrektorem. Od 2002 pracował też jako dyrektor kurialnego wydziału ds. duszpasterstwa powołań.
16 marca 2011 papież Benedykt XVI mianował go biskupem pomocniczym diecezji San Jose w Kalifornii i biskupem tytularnym Tabalta. Sakry biskupiej udzielił mu 25 maja 2011 ordynariusz San José - bp Patrick McGrath. 
12 marca 2015 papież Franciszek mianował go biskupem diecezji Spokane.